# Kontrowersje dotyczące foie gras

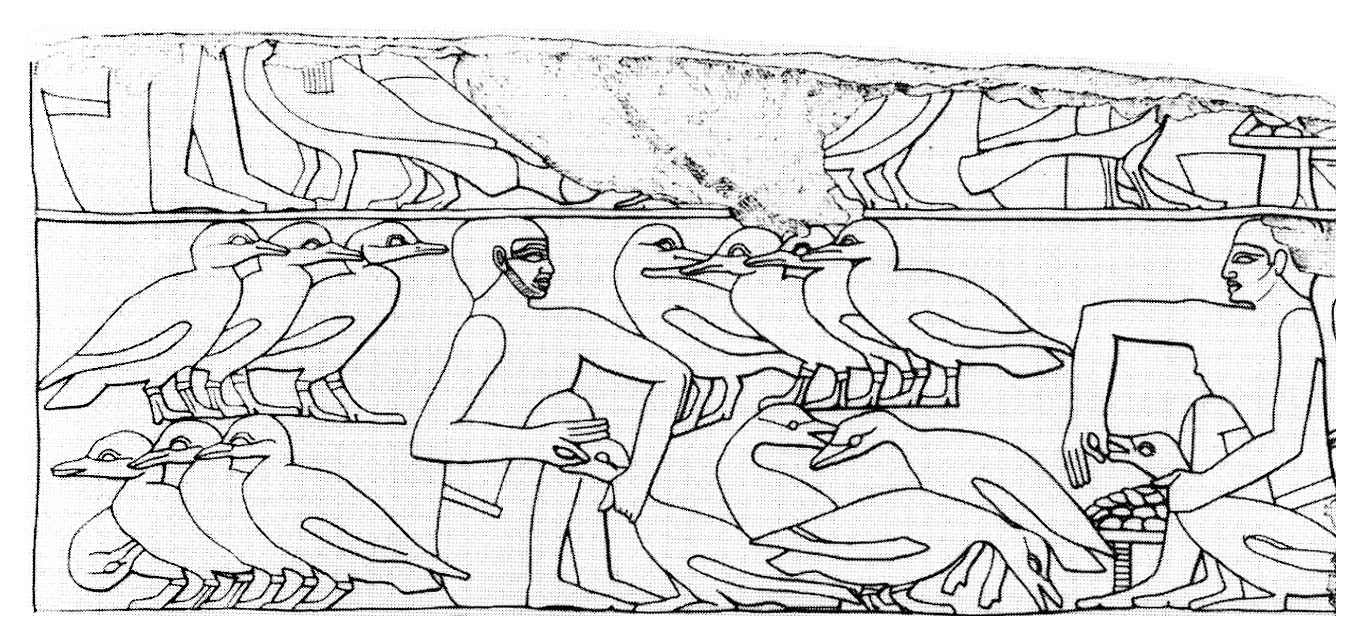
Płaskorzeźba w grobowcu wezyra Mereruki w Sakkarze, przedstawiająca przymusowe karmienie gęsi przez starożytnych Egipcjan

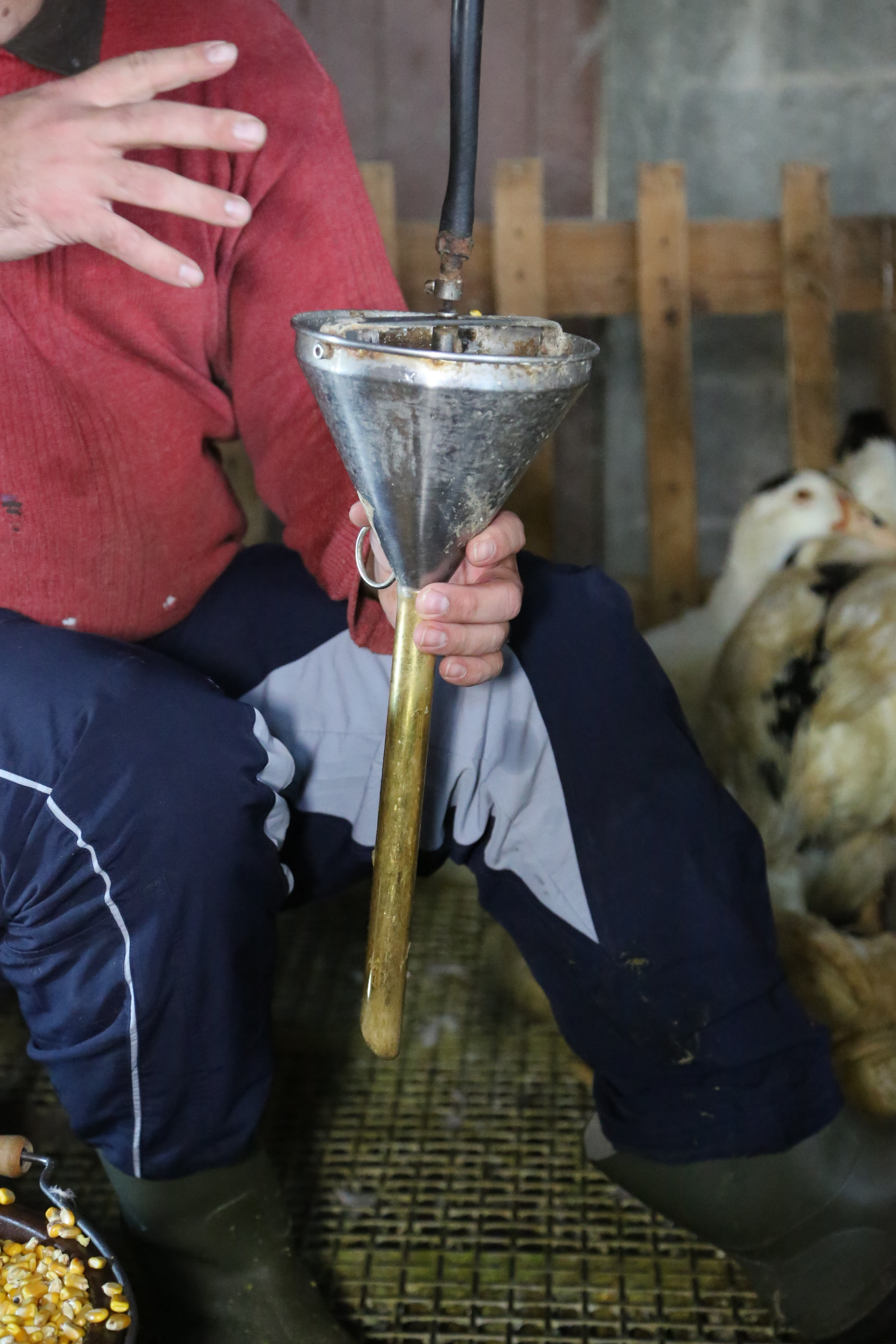
Lejek z rurką używany do przymusowego karmienia kaczek

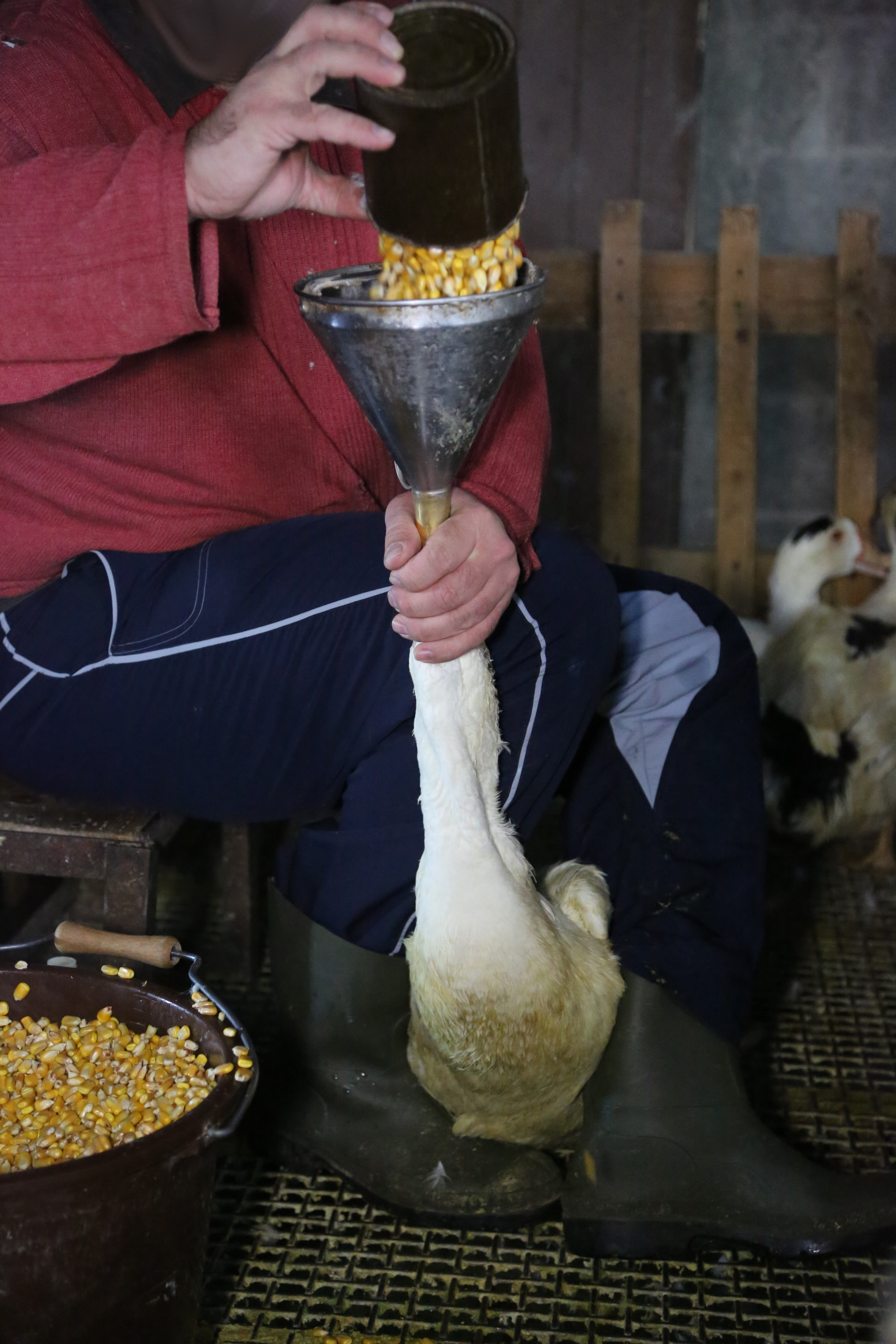
Unieruchomiona kaczka karmiona przymusowo dużą ilością kukurydzy

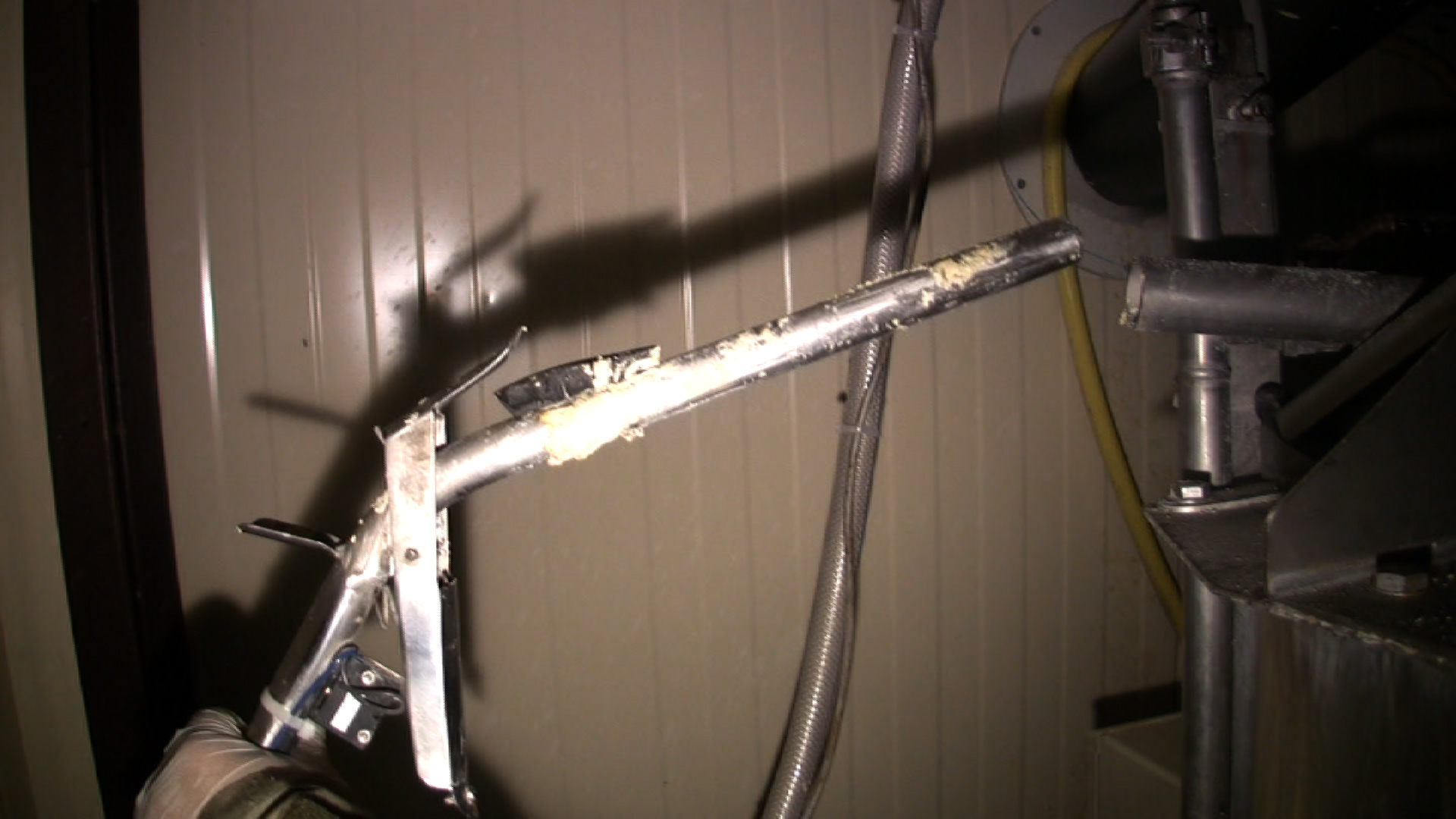
Długi metalowy zgłębnik używany do przymusowego karmienia kaczek i gęsi

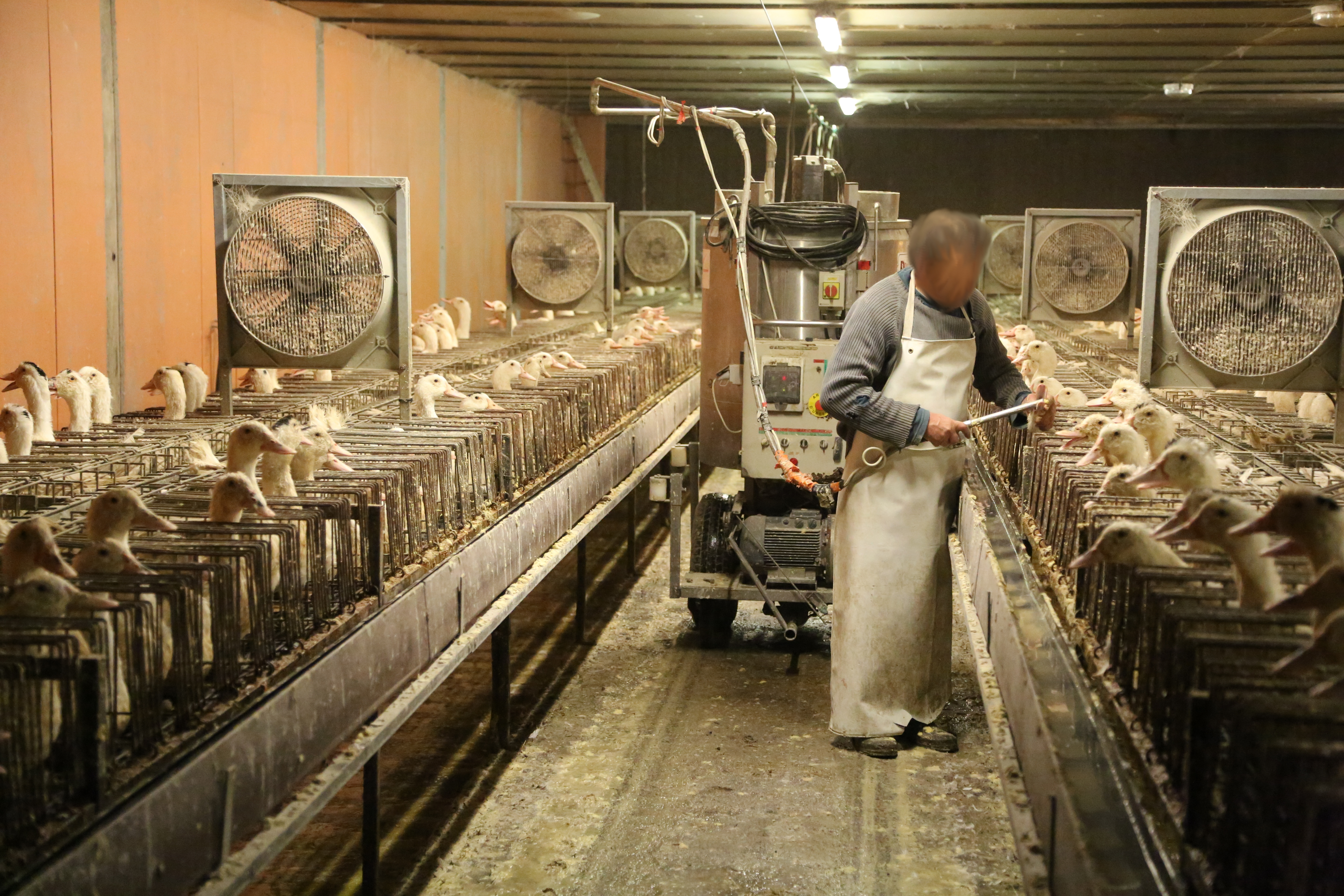
Hodowla przemysłowa kaczek. Małe klatki uniemożliwiają ptakom obracanie się i trzepotanie skrzydłami

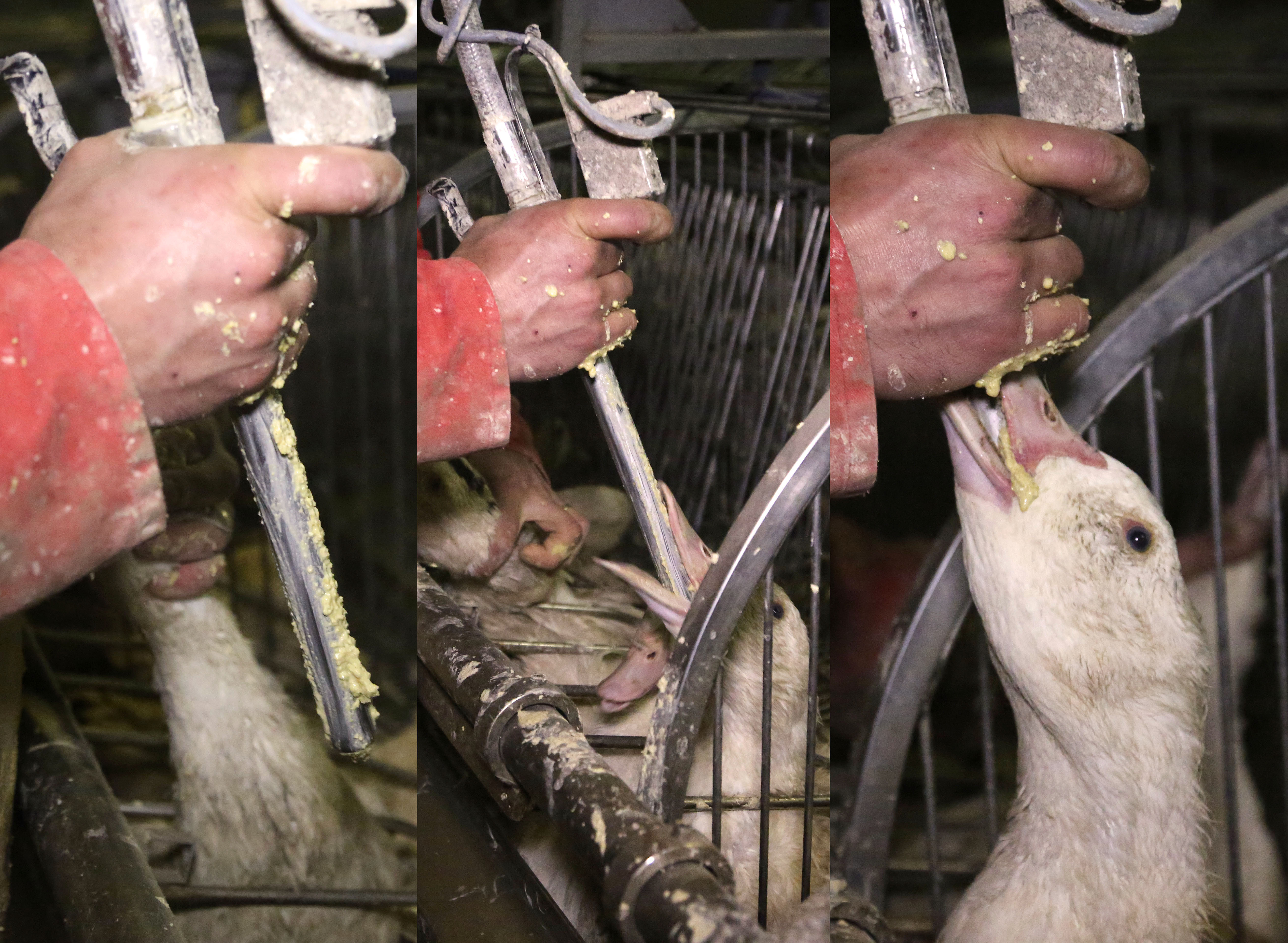
Proces przymusowego tuczenia kaczki metalowym zgłębnikiem

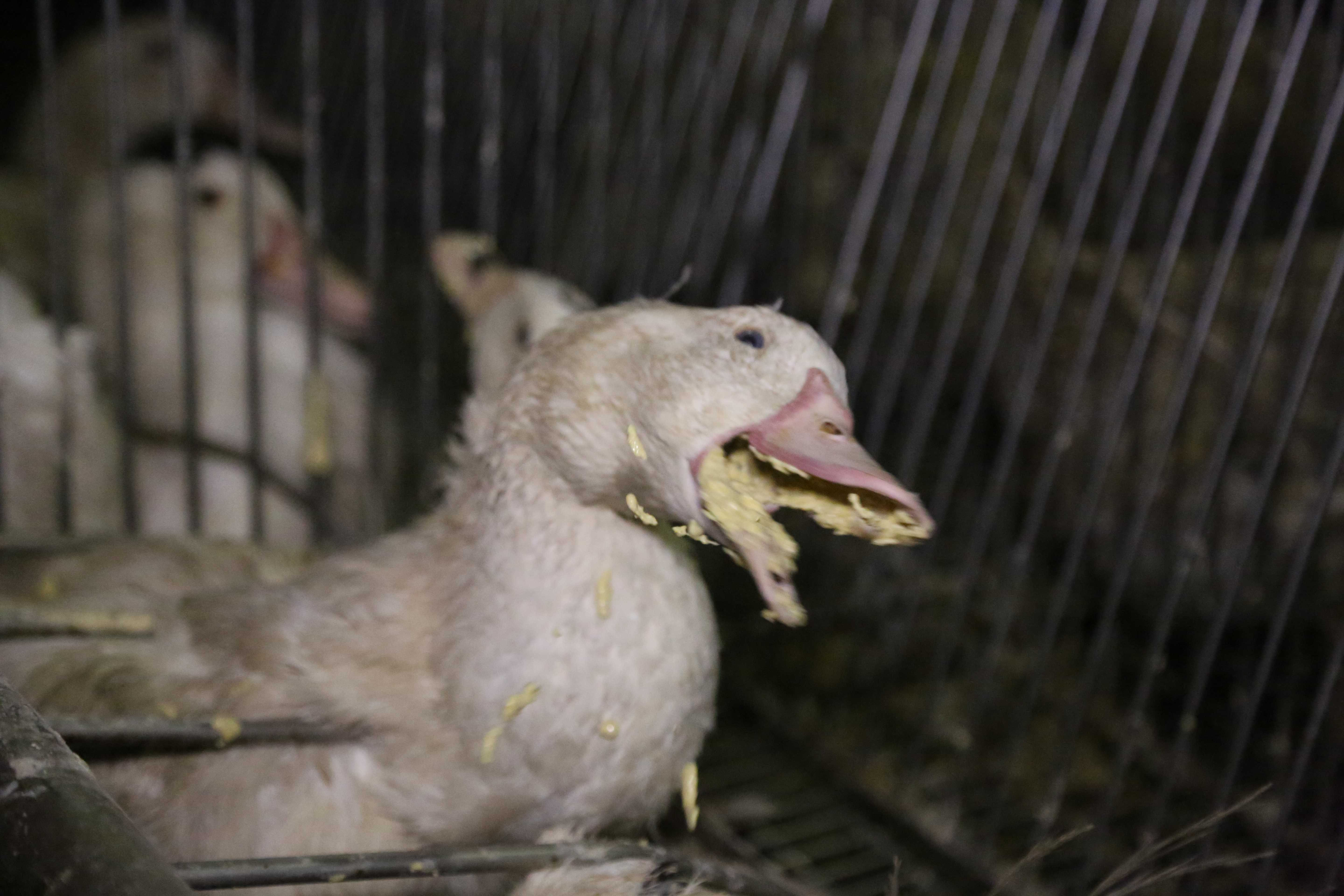
Produkcja foie gras uznawana jest za okrucieństwo wobec zwierząt (1)

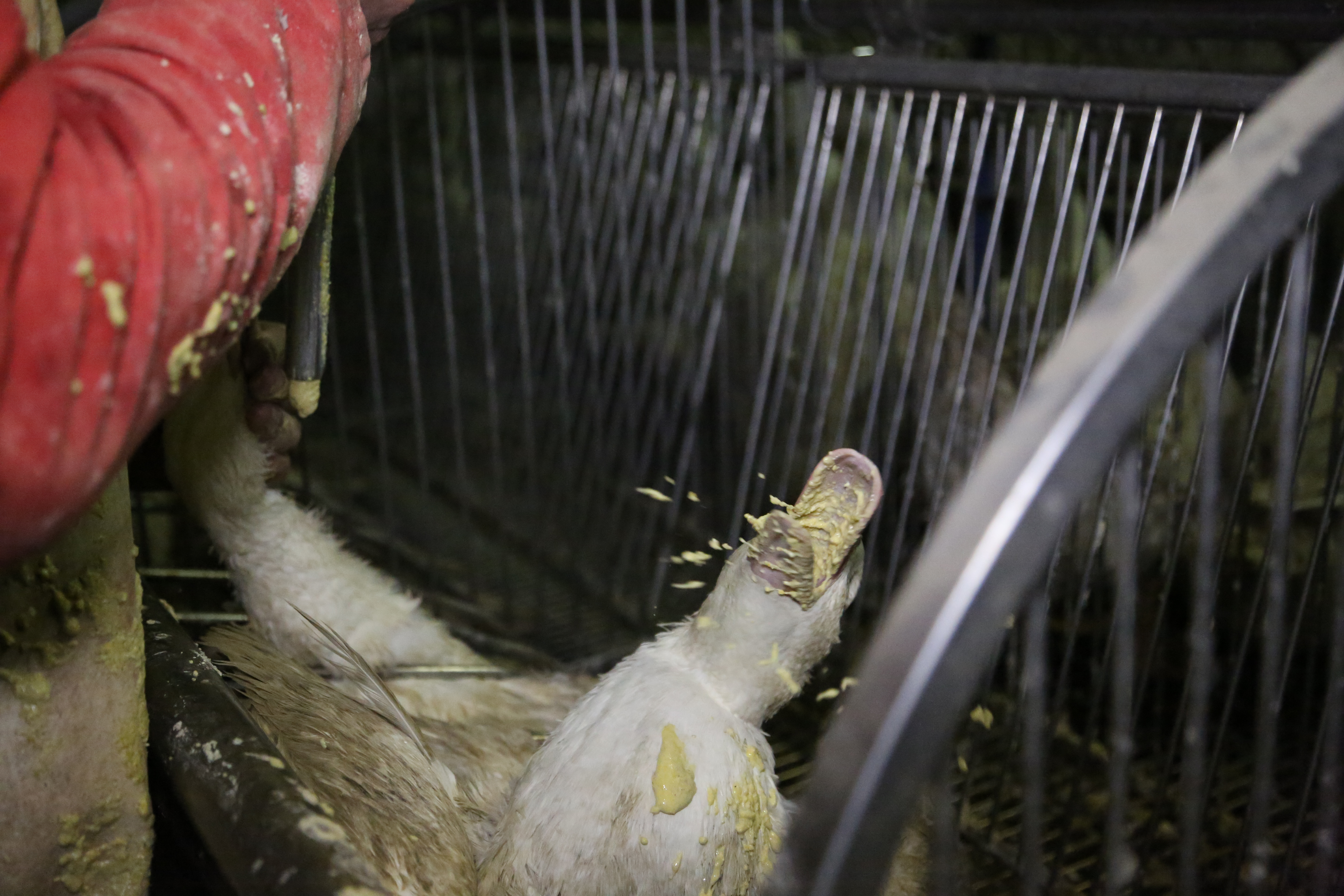
Produkcja foie gras uznawana jest za okrucieństwo wobec zwierząt (2)

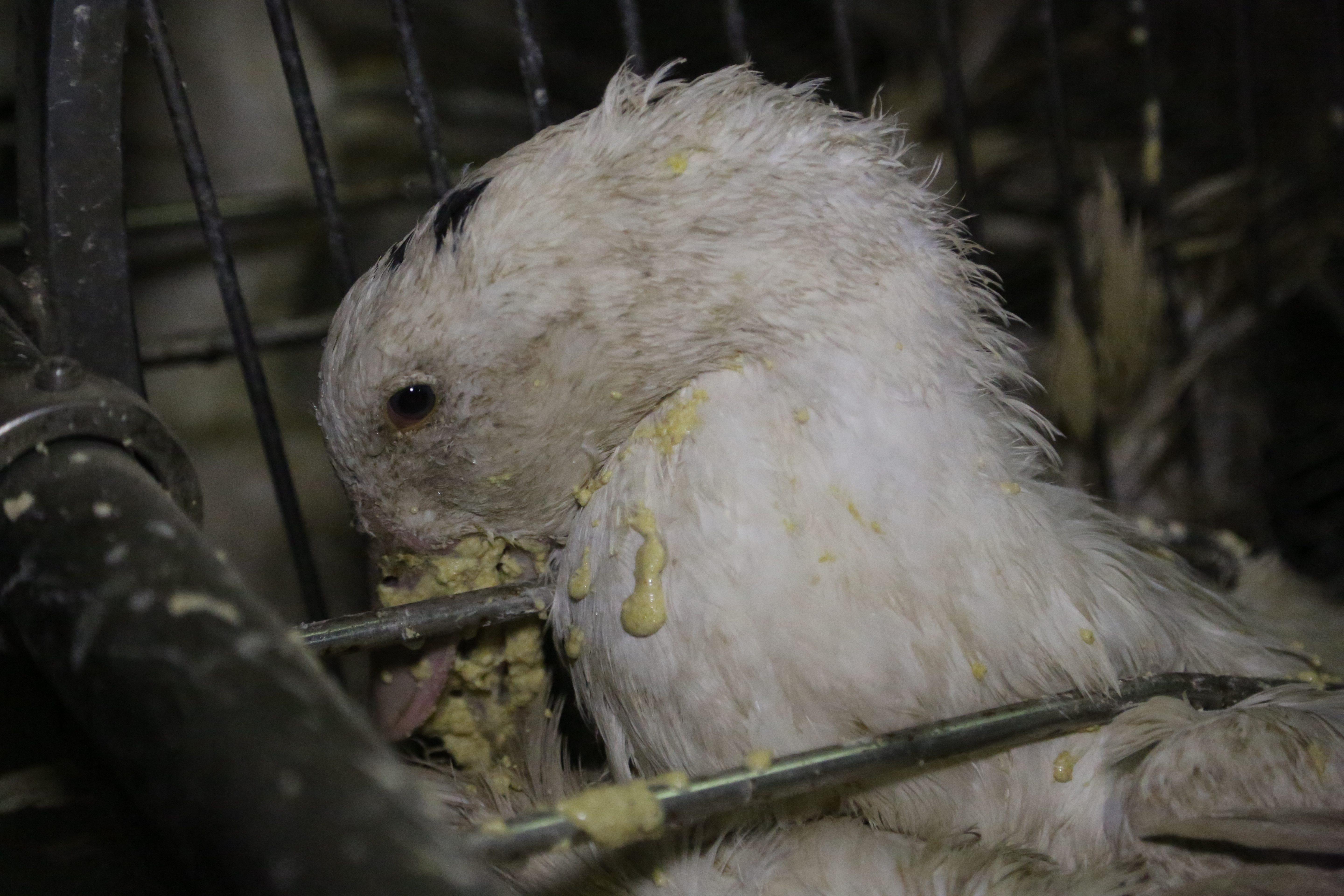
Produkcja foie gras uznawana jest za okrucieństwo wobec zwierząt (3)

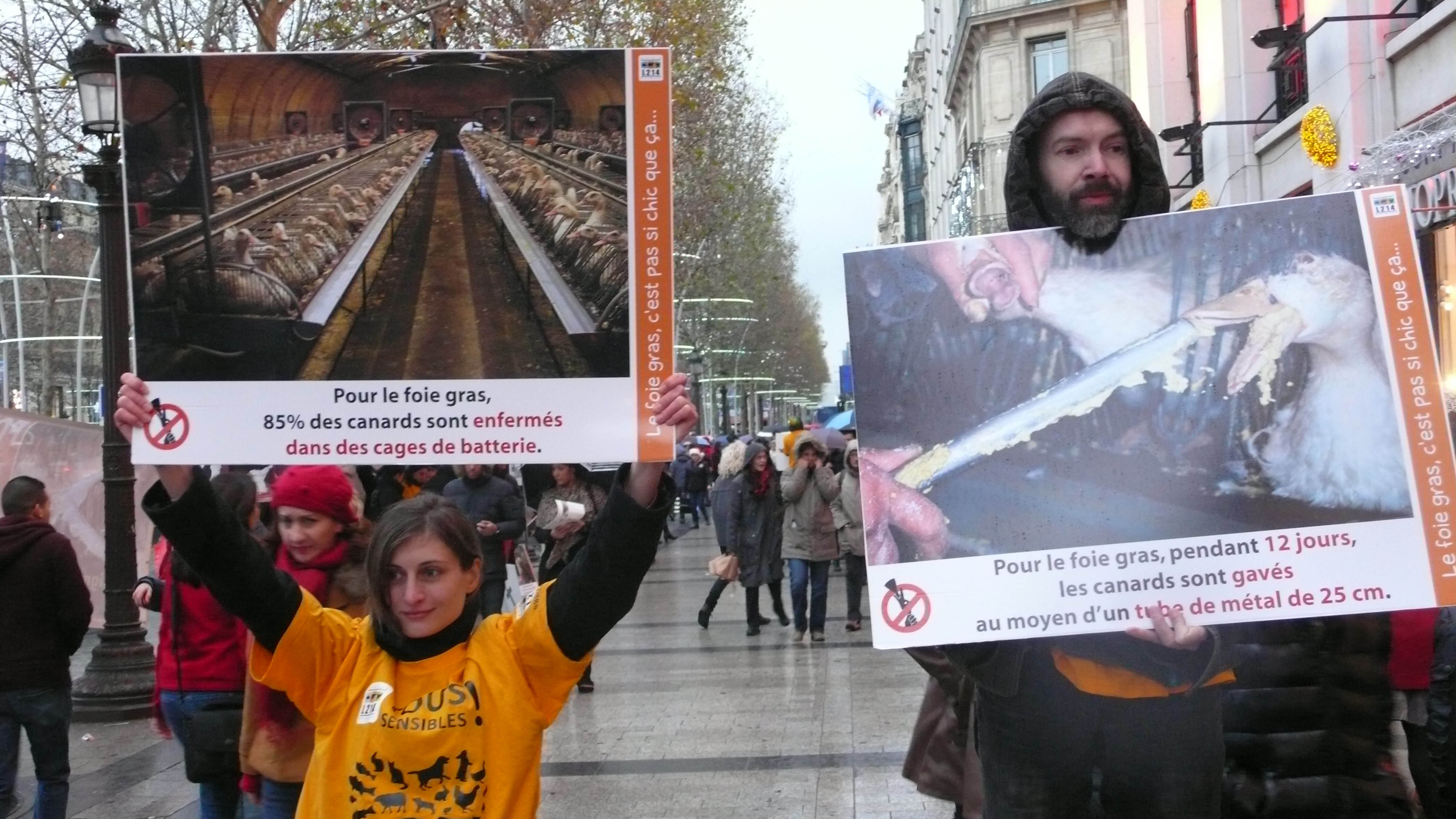
Protest przeciwko produkcji foie gras na Avenue des Champs-Élysées w Paryżu (2011)

Mapa przedstawiająca państwa w których nadal produkuje się foie gras (zaznaczone na niebiesko) i te w których jest to zakazane (zaznaczone na czerwono, w tym Polska)

Produkcja przysmaku kuchni francuskiej foie gras budzi kontrowersje związane z dobrostanem kaczek i gęsi, ich przymusowym tuczeniem za pomocą długiego zgłębnika (sondy), intensywną hodowlą przemysłową oraz powiększeniem ich wątroby do 10-krotności zwykłej objętości. W wielu krajach (w tym Polsce) obowiązują przepisy zabraniające przymusowego karmienia oraz produkcji, importu lub sprzedaży foie gras.

## Historia
Już 2500 lat przed naszą erą starożytni Egipcjanie odkryli, że wiele ptaków może zostać utuczonych w wyniku wymuszonego przekarmiania i rozpoczęli tę praktykę. Nie wiadomo, czy szczególnie poszukiwali tuczonych ptasich wątróbek jako przysmaku. Na nekropolii w Sakkarze, w grobowcu wezyra Mereruki, znajduje się płaskorzeźba przedstawiająca scenę, w której robotnicy chwytają gęsi za szyje, aby wepchnąć im jedzenie do gardeł. Z boku ustawione są stoły, zapełnione granulatem i kolbą do ich zwilżenia przed karmieniem gęsi.

## Metody produkcji

### Kaczki i gęsi
Tradycyjnie foie gras wytwarzano ze specjalnych ras gęsi. Jednak do 2004 roku gęsi stanowiły mniej niż 10% całkowitej światowej produkcji foie gras, a do roku 2014 już tylko 5% całkowitej francuskiej produkcji. Rasy gęsi stosowane we współczesnej produkcji foie gras to przede wszystkim szara gęś landes i gęś tuluska.
W 2014 roku 95% produkcji foie gras pochodziło z kaczek. Głównie wykorzystywane rasy to kaczka piżmowa oraz hybrydowa krzyżówka samca kaczki piżmowej i samicy kaczki pekińskiej, zwana kaczką mulard. Około 95% produkcji kaczego foie gras we Francji pochodzi z karmionych przymusowo kaczek mulard, a pozostałe 5% z kaczek piżmowych. Po wykluciu kaczątka mulard ustala się płeć, a ponieważ samce przybierają na wadze więcej, samice poddaje się ubojowi.

### Fazy karmienia
Podstawą produkcji foie gras jest zdolność niektórego ptactwa wodnego do rozszerzania przełyku i przybierania na wadze, szczególnie w wątrobie, w ramach przygotowań do migracji. Dzikie gęsi mogą dziennie zjadać 300 gramów białka i kolejne 800 gramów traw. Gęsi hodowlane wypasane na marchwi przystosowują się do spożycia 100 gramów białka, ale mogą zjadać do 2500 gramów marchwi dziennie. Zwiększająca się ilość paszy podawanej przed karmieniem przymusowym oraz w trakcie takiego karmienia powoduje rozciągnięcie dolnej części przełyku.
Faza karmienia wstępnego składa się z trzech etapów:
- pierwszy etap trwa od 1 do 28 dnia życia (0–4 tygodni). Na tym etapie młode ptaki trzymane są w dużych grupach liczących na przykład 2100 sztuk w pomieszczeniach zamkniętych, zwykle na słomie[8].
- drugi etap trwa od 28 do 63 dnia życia (4–9 tygodni). Ptaki są przenoszone na zewnątrz, aby żerować na trawach bez ograniczeń. Otrzymują dodatkową paszę, ale dostęp do niej jest ograniczony czasowo. Ten etap ma na celu wykorzystanie naturalnej zdolności rozszerzania przełyku dzikiego ptactwa[10].
- trzeci etap trwa od 63 do 81 dnia życia (9–12 tygodni). Ptaki umieszcza się w pomieszczeniach na stopniowo dłuższe okresy, wprowadzając je na dietę bogatą w skrobię. Jest to przejście na karmienie, podczas którego żywność jest rozprowadzana w postaci posiłków, najpierw w ograniczonych ilościach i czasie, a następnie znacznie zwiększana[12].

Kolejna faza produkcji, którą Francuzi nazywają „zakończeniem tuczu”, polega na codziennym przyjmowaniu kontrolowanej ilości paszy opartej głównie na kukurydzy, podawanej przez zgłębnik, przez 10–12 dni kaczkom i 15–18 dni gęsiom. W tej fazie kaczki karmi się zwykle dwa razy dziennie, a gęsi trzy razy dziennie. Typowa produkcja foie gras polega na przymusowym karmieniu ptaków znacznie większą ilością pożywienia, niż normalnie zjadłyby na wolności.
We współczesnej produkcji ptak jest zazwyczaj karmiony kontrolowaną ilością paszy, zależną od etapu tuczu, masy ptaka i ilości paszy, którą ptak ostatnio spożył. Na początku produkcji ptak może otrzymać suchą masę wynoszącą 250 gramów pożywienia dziennie i do 1000 gramów suchej masy pod koniec procesu. Rzeczywista ilość pokarmu podawanego przymusowo jest znacznie większa, ponieważ do suchej paszy dodaje się wodę. Typowy skład składa się z około 53% suchej masy i 47% płynnej (wagowo). Odpowiada to około 1900 gramom całkowitej masy dziennie. W przypadku pełnego ziarna masa po ugotowaniu jest około 1,4 razy większa od suchej masy.

### Metoda karmienia
Paszę podaje się za pomocą lejka wyposażonego w długą metalową lub plastikową rurkę o długości 20–30 centymetrów, która wtłacza paszę do przełyku ptaka. Standardowo karmienie trwa około 45 do 60 sekund, jednak w nowoczesnych systemach zwykle wykorzystuje się rurkę zasilaną pompą pneumatyczną, której czas działania wynosi od 2 do 3 sekund na ptaka. Podczas karmienia unika się uszkodzenia przełyku ptaka, co mogłoby spowodować obrażenia lub śmierć, chociaż badacze znaleźli dowody na zapalenie ścian przedsionka po pierwszej sesji przymusowego karmienia. Istnieją również oznaki zapalenia przełyku w późniejszych stadiach tuczu. Kilka badań wykazało również, że śmiertelność może znacznie wzrosnąć w okresie podawania przez zgłębnik.
Kaczki hodowane na foie gras są zwykle poddawane ubojowi po 100 dniach, chociaż nowoczesne metody produkcji ze skróconymi fazami karmienia wstępnego i karmienia przymusowego pozwalają na wcześniejszy ubój, około 93 dnia. W przypadku gęsi ubój następuje zazwyczaj po 112 dniach. Wątroba ptaka jest w tym czasie 6 do 10 razy większa niż zwykle.

## Dobrostan zwierząt
Produkcja foie gras za pomocą zgłębnika budzi kontrowersje ze względu na konsekwencje dla dobrostanu zwierząt wynikające z procedury przymusowego karmienia, intensywnej hodowli, powiększonej wątroby i potencjalnego szkodliwego wpływu na zdrowie ludzkie. W jednym z raportów Komisji Europejskiej zauważono, że do 1998 roku przeprowadzono jedynie niewielką liczbę badań naukowych na temat dobrostanu ptaków wykorzystywanych do produkcji foie gras; jednakże Komisja znalazła wystarczające dowody, aby stwierdzić, że „karmienie przymusowe, jakie jest obecnie praktykowane, jest szkodliwe dla dobrostanu ptaków”. Branża wielokrotnie spotykała się z oskarżeniami o tortury i okrucieństwo.
Branża produkująca foie gras opiera się na argumencie, że migrujące ptactwo sezonowo je w taki sposób, że jego wątroba w naturalny sposób się powiększa. Jednakże ptak wykorzystywany głównie do produkcji foie gras jest hybrydą samca kaczki piżmowej i samicy kaczki pekińskiej. Zauważono, że kaczka piżmowa nie jest wędrowna i zarówno hybryda pekińska, jak i mulardowa nie potrafią latać. Kaczki domowe (w tym pekińska) pochodzą od kaczki krzyżówki, która czasami jest wędrowna, a czasami nie. Dlatego chociaż gęś domowa może być przystosowana do przechowywania pożywienia przed migracją, jest mniej prawdopodobne, że kaczka hybrydowa mulard ma taką samą zdolność.

### Strach
Gęsi i kaczki wykazują zachowania unikające (wskazujące niechęć) do osoby, która je karmi, i do sposobu karmienia. Chociaż Komisja Europejska w 1998 roku zgłosiła zaobserwowanie tej niechęci, zauważyła, że w tamtym czasie nie było „jednoznacznych” dowodów naukowych na temat awersyjnego charakteru karmienia przymusowego. Organizacja Animal Welfare Division komentując produkcję foie gras stwierdziła: „Stosunkowo nowa rasa mulard wykorzystywana do produkcji foie gras wydaje się być bardziej podatna na strach przed ludźmi niż jej rasy rodzicielskie”.

### Obrażenia
Komisja Europejska w 1998 roku podała, że zwykle występowały wyraźne dowody na uszkodzenie tkanki przełyku u ptaków karmionych przez zgłębnik, chociaż w jednym badaniu z 1972 roku cytowanym w raporcie nie zaobserwowano żadnych zmian w tkance przełyku. Nowsze badania naukowe wykazały, że przełyk ptaków może ulec uszkodzeniu w wyniku karmienia przez zgłębnik.
Na mostku ptaków mogą pojawić się zmiany chorobowe spowodowane martwicą skóry. Obserwuje się to częściej u ptaków hodowanych w klatkach niż na ziemi. Częstość występowania jest większa u kaczek mulard (40–70%) w porównaniu do poniżej 6% u kaczek piżmowych. Stosunkowo nowa rasa mulard wykorzystywana do produkcji foie gras wydaje się bardziej podatna na rozwój zmian w okolicy mostka, gdy jest trzymana w małych klatkach, oraz na złamania kości podczas transportu i uboju.

### Stres
Po zmierzeniu szeregu parametrów fizjologicznych samców kaczek mulard w jednym badaniu stwierdzono, że ostry stres wywołany karmieniem przymusowym jest podobny na początku i na końcu komercyjnej produkcji foie gras. Podobne badanie na kaczkach piżmowych wykazało, że karmienie przez zgłębnik było powiązane ze zwiększoną częstością dyszenia i wzrostem poziomu kortykosteronu w surowicy, co wskazuje na zwiększony stres związany z tą metodą karmienia.

### Ograniczenia behawioralne
W okresie karmienia przymusowego ptaki trzymane są w oddzielnych klatkach z podłogą z drutu lub siatki z tworzywa sztucznego, a czasem w małych grupach na podłodze. Indywidualne klatki ograniczają ruchy i zachowania, uniemożliwiając ptakom stanie wyprostowane, obracanie się lub trzepotanie skrzydłami. Ptaki nie mogą wykonywać innych naturalnych zachowań ptactwa wodnego, takich jak kąpiel i pływanie. Kaczki i gęsi są zwierzętami społecznymi, a indywidualne klatki zapobiegają takim interakcjom. Według raportu Europejskiego Urzędu ds. Bezpieczeństwa Żywności (EFSA) z 2023 roku nawet klatki zbiorowe i kojce stosowane obecnie w Europie nie zapewniają ptakom wystarczającej przestrzeni, aby mogły okazywać swoje naturalne zachowanie. Dodatkowo w okresie karmienia przymusowego, kiedy ptaki nie są karmione, czasami trzyma się je w niemal ciemności, co uniemożliwia im normalne zachowanie i skutkuje złym dobrostanem.

### Powiększona wątroba
Produkcja foie gras powoduje obrzęk wątroby ptaka. U niektórych kaczek wielkość wątroby zmienia się sezonowo, zwiększając się nawet o 30–50%, przy czym zmiany są bardziej widoczne u samic. Jednakże produkcja foie gras powoduje powiększenie wątroby dziesięciokrotnie (lub 1000%) w stosunku do normalnego rozmiaru. Upośledza to czynność wątroby z powodu utrudnienia przepływu krwi i rozszerza brzuch, utrudniając ptakom oddychanie. Śmierć następuje, jeśli karmienie przymusowe jest kontynuowane.

### Wskaźnik śmiertelności
Śmiertelność ptaków karmionych przymusowo waha się od 2% do 4%, w porównaniu z około 0,2% u kaczek niekarmionych przymusowo w tym samym wieku. Wskaźniki śmiertelności nie różnią się pomiędzy okresem karmienia przymusowego a poprzednią fazą chowu klatkowego i wynoszą w przybliżeniu 2,5%.